# Zuzanna Topolińska
Zuzanna Elżbieta Topolińska (ur. 21 stycznia 1931 w Warszawie) – polska językoznawczyni, slawistka.
Zuzanna Topolińska urodziła się w Warszawie, w rodzinie inteligenckiej. Jej ojciec był historykiem, przed wojną pracował jako dyrektor programowy w Polskim Radiu. Maturę zdała w 1948 roku w Gimnazjum im. Królowej Jadwigi w Kielcach.
Podjęła studia polonistyczne na Uniwersytecie Łódzkim (planowała studiować reżyserię w Wyższej Szkole Teatralnej, czego warunkiem było ukończenie studiów filologicznych). Wśród jej wykładowców byli Zdzisław Stieber, Tadeusz Kotarbiński i Stefania Skwarczyńska. Studia ukończyła w 1952 roku, po czym podjęła pracę w Państwowym Instytucie Wydawniczym. Dzięki współpracy ze Zdzisławem Stieberem przeszła do tworzonej przez niego Pracowni Dialektologicznej Polskiej Akademii Nauk, która później stała się Instytutem Slawistyki PAN.
W 1959 uzyskała stopień doktora na Uniwersytecie Warszawskim (promotorem był Zdzisław Stieber), habilitację uzyskała w 1964 roku, na tej samej uczelni. W 1974 roku uzyskała tytuł profesora nadzwyczajnego, w 1978 profesora zwyczajnego. 
Była profesorem wizytującym na University of Chicago (1967) oraz UCLA (1988).
Od 1975 profesor Instytutu Języka Polskiego PAN, od 1983 członek Towarzystwa Naukowego Warszawskiego, od 1991 – PAU, także członek Macedońskiej Akademii Nauk i Sztuk. Tworzy prace z zakresu fonologii, iloczasu, składni, dialektologii polskiej i słowiańskiej, m.in.: Stosunki iloczasowe polsko-pomorskie (1964), Kashubian (1980), Remarque on the Slavic Nounphrase (1984, wspólnie z Bożidarem Widoeskim), Język, człowiek, przestrzeń (1999), Języki słowiańskie w perspektywie ekolingwistycznej (2003, wspólnie z Władysławem Lubasiem i Ivanem Ohnheiserem), słownik polsko-macedoński i macedońsko-polski (wspólnie z Božidarem Widoeskim i Włodzimierzem Pianką). W Instytucie Języka Polskiego PAN kierowała zespołem, który doprowadził do wydania zespołowej Gramatyki języka polskiego t. 1-2 (1983). Od wielu lat mieszka w Macedonii w Skopju (gdzie pracowała w Macedońskiej Akademii Nauk i Umiejętności, a także na Uniwersytecie im. Cyryla i Metodego). Uzyskała obywatelstwo macedońskie; jest członkinią Macedońskiej Akademii Nauk (MANU).

## Odznaczenia
- Krzyż Komandorski Orderu Zasługi Rzeczypospolitej Polskiej, 2024[3]
- Order Jugosłowiańskiej Flagi ze Złotym Wieńcem – Jugosławia, 1990[4]
- Medal Zasługi Republiki Macedonii Północnej – Macedonia Północna, 2024[5]

## Wyróżnienia
- doktor honoris causa Uniwersytetu Świętych Cyryla i Metodego w Skopju (1997)
- doktor honoris causa Uniwersytetu Wrocławskiego (2016)